# Mamercus Aemilius Scaurus
Mamercus Aemilius Scaurus was een eminent Romeins redenaar en dichter. Zowel Tacitus als Seneca noemen hem een man van consulaire rang en vermoedelijk was hij in 21 n.Chr. consul suffectus.
Hij was lid van de senaat ten tijde van de opvolging van Augustus door Tiberius in 14 n.Chr. Zijn uitlatingen over de hoop dat Tiberius niet te lang meer aarzelt, leverden hem slechts het stilzwijgen van deze laatste op. Hij was getrouwd met Aemilia Lepida, die hem een dochter schonk, maar deze werd veroordeeld in 20 n.Chr. Hij zou ook een van de aanklagers van Gnaius Domitius Corbulo in 21 n.Chr. zijn geweest. In datzelfde jaar wordt hij ook vermeld als oom langs vaderskant (patruus) en stiefvader (vitricus) van Sulla, waardoor we dus kunnen veronderstellen dat hij na de dood van Lepida hertrouwde met de weduwe van zijn broer. In 22 zou hij bij de aanklagers van Gaius Silanus zijn geweest. Hij werd zelf in 32 n.Chr. beschuldigd van maiestas, maar Tiberius stopte de gerechtelijke procedures tegen hem. Hij werd echter in 34 n.Chr. opnieuw beschuldigd van dezelfde misdaad door Servilius en Cornelius (Tuscus), die hem beschuldigden van magie en van het plegen van overspel met Livilla. Maar de echte steen des aanstoots was zijn tragedie van Atreus, waaraan zijn vijand Macro - de nieuwe praefectus praetorio enkele verzen aan had toegevoegd die verwezen naar Tiberius. Hij maakte een eind aan zijn eigen leven op aanraden van zijn vrouw Sextia, die zichzelf tegelijkertijd met hem zelfmoord pleegde. Seneca vermeldt ook dat deze Scaurus de laatste overgeblevene van zijn familie was.